# Wilfrid Kalaugher
Wilfrid Kalaugher (ur. 26 listopada 1904 w Winchesterze, zm. 12 sierpnia 1999 w Newcastle upon Tyne) – nowozelandzki sportowiec oraz nauczyciel.

## Życiorys
Wilfrid Kalaugher urodził się 26 listopada 1904 roku w Winchesterze w Nowej Zelandii i dorastał w Devonport. W 1921 roku został szefem Sacred Heart College w Auckland. Uczęszczał na Uniwersytet Wiktorii, gdzie studiował matematykę, a także rywalizował w lekkoatletyce, krykiecie i rugby. W roku 1926 Kalaugher został wybrany na stypendystę Rhodes w Balliol College w Oksfordzie, gdzie reprezentował Uniwersytet Oksfordzki w pierwszoklasowym krykiecie w latach 1928-1931.
Kalaugher reprezentował Nową Zelandię na Letnich Igrzyskach Olimpijskich w 1928 roku, współzawodnicząc w trójskoku oraz w biegu na 110 metrów przez płotki, obie te konkurencje kończąc na eliminacjach.
Trzy lata po występie na Letnich Igrzyskach Olimpijskich w Amsterdamie objął stanowisko nauczyciela w Marlborough College w Anglii. Kalaugher zmarł 12 sierpnia 1999 roku w Newcastle upon Tyne.